# Kelly Rowland
Kelendria Trene Rowland, detta Kelly (Atlanta, 11 febbraio 1981), è una cantautrice, attrice, ballerina, produttrice musicale, personaggio televisivo e modella statunitense. 
In 20 anni di carriera, ha ricevuto 19 nomination ai Grammy Award, vincendo cinque volte, oltre a numerosi altri premi e candidature internazionali. Nella sua carriera si stima che ad oggi ha venduto più di 126 milioni di dischi, di cui oltre 66 come solista ed oltre 60 milioni di copie con le Destiny's Child. È stata onorata con una stella nella Hollywood Walk of Fame insieme agli altri membri del gruppo, e come solista con un ASCAP Awards per la sua influenza all'interno dell'industria musicale internazionale.
Inizia la sua carriera nel 1997 come membro fondatore e co-leader del gruppo Destiny's Child del quale fu la seconda voce solista e la prima voce corista, conquistando il successo mondiale esordendo nelle Top 10 delle classifiche internazionali con milioni di copie vendute, oltre ai numerosi premi vinti nelle principali premiazioni musicali.
Lancia la sua carriera solista nel 2000, sul mercato americano, ma raggiunge le classifiche internazionali di vendita due anni dopo, con la pubblicazione dell'album Simply Deep, che ottiene un grande successo commerciale con oltre 3,7 milioni di copie, raggiungendo la prima posizione in Regno Unito, e conquistando in totale sette dischi d'oro, incluso uno negli Stati Uniti, e il disco di platino in Gran Bretagna. L'album ha prodotto quattro singoli Top-20 in UK, di cui tre Top-5, ossia la numero uno e multiplatino mondiale Dilemma (con Nelly), che vende oltre 7,6 milioni di copie e le hit internazionali Stole e Can't Nobody. La collaborazione al disco d'oro americano Here We Go con Trina nel 2005, precede di due anni il suo secondo album di inediti "Ms. Kelly", Top-10 nella classifica americana Billboard e alla seconda posizione della classifica R&B statunitense, con oltre 3 milioni di copie nel mondo, e produttore di brani di successo internazionale come Like This e Work e Daylight. Nel 2009, in seguito allo scioglimento del contratto discografico, collabora insieme a numerosi artisti, soprattutto europei, lanciando canzoni di grande successo internazionale come Breathe Gentle con Tiziano Ferro, e When Love Takes Over con David Guetta, hit multiplatino mondiale che supera i 5,5 milioni di copie vendute.
Nel 2011 pubblica il suo terzo album in studio, Here I Am, disco d'argento in Gran Bretagna, Top-3 in USA e numero uno nella classifica americana R&B. L'album, che ha venduto oltre un milione di copie nel mondo, ha prodotto la hit Commander, il dal doppio disco di platino statunitense Motivation, primo nella classifica R&B statunitense per sette settimane, e le Top-10 britanniche Down for Whatever e What a Feeling. Nello stesso periodo collabora in singoli dal successo internazionale, come con Tinie Tempah nel brano Invincible, mentre nel 2013 collabora al brano One Life con Madcon che riscuote un ampio riscontro di vendite in Europa, e pubblica l'album Talk a Good Game, candidato ai World Music Awards, che diviene il suo terzo disco consecutivo nella top-ten americana, e che vende circa 500 000 copie mondialmente. Il disco ha lanciato i singoli Kisses Down Low, certificato disco d'oro dalla RIAA, e Dirty Laundry candidato agli MTV Video Music Awards. Dopo sette anni di assenza dalle scene musicali annuncia la futura pubblicazione del quinto album in studio, anticipato dai singoli Kelly, Coffee e Crazy.
Oltre ai suoi prodotti musicali, ha recitato in vari episodi di numerosi telefilm, tra cui Empire (2015) e American Soul (2019) e in diversi film, tra cui Freddy vs. Jason (2003), The Seat Filler (2004), Love by the 10th Date (2017) e Bad Hair (2020). Ha partecipato come uno dei personaggi principali in molti programmi televisivi inclusi X Factor UK, X Factor USA e dal 2017 a The Voice Australia. Da sempre attiva nelle campagne di sensibilizzazione contro l'HIV e fondatrice di due fondazioni umanitarie, è divenuta nel 2008 Ambasciatore MTV Staying Alive.

## Biografia
Kelly Rowland è figlia di Doris Rowland Garrison e Christopher Lovett, unitisi in matrimonio dopo la nascita di Kelly. A 7 anni se ne andò insieme alla madre che si separò dal marito perché affetto da alcolismo.
A 8 anni si trasferì a Houston, Texas dove fu inserita in una girl band insieme a Beyoncé Knowles e LaTavia Roberson, le Girl's Tyme. Il produttore R&B Arne Frager, volato a Houston per sentire le ragazze, decise di portarle nel suo studio di registrazione, The Plant Recording Studio, nel nord della California. Per riuscire a far firmare alle Girl's Tyme un contratto con una casa discografica, Frager pensò di farle partecipare al più importante talent show del tempo, Star Search. Parteciparono, ma persero la competizione.
Mathew Knowles, padre di Beyoncé, decise di diventare manager del gruppo, e nel 1995 creò un campo per il loro "allenamento". A quel tempo Rowland si trasferì a casa di Mathew e Tina Knowles. Poco tempo dopo l'entrata di Rowland nel gruppo, Matthew Knowles decise di allargare il gruppo a 4 componenti, aggiungendo LeToya Luckett. Riuscirono ad avere il loro primo contratto con la Elektra Records, solo per essere scaricate pochi mesi dopo, prima dell'uscita del loro primo album.

## Carriera

### 1997-2005: Destiny's Child

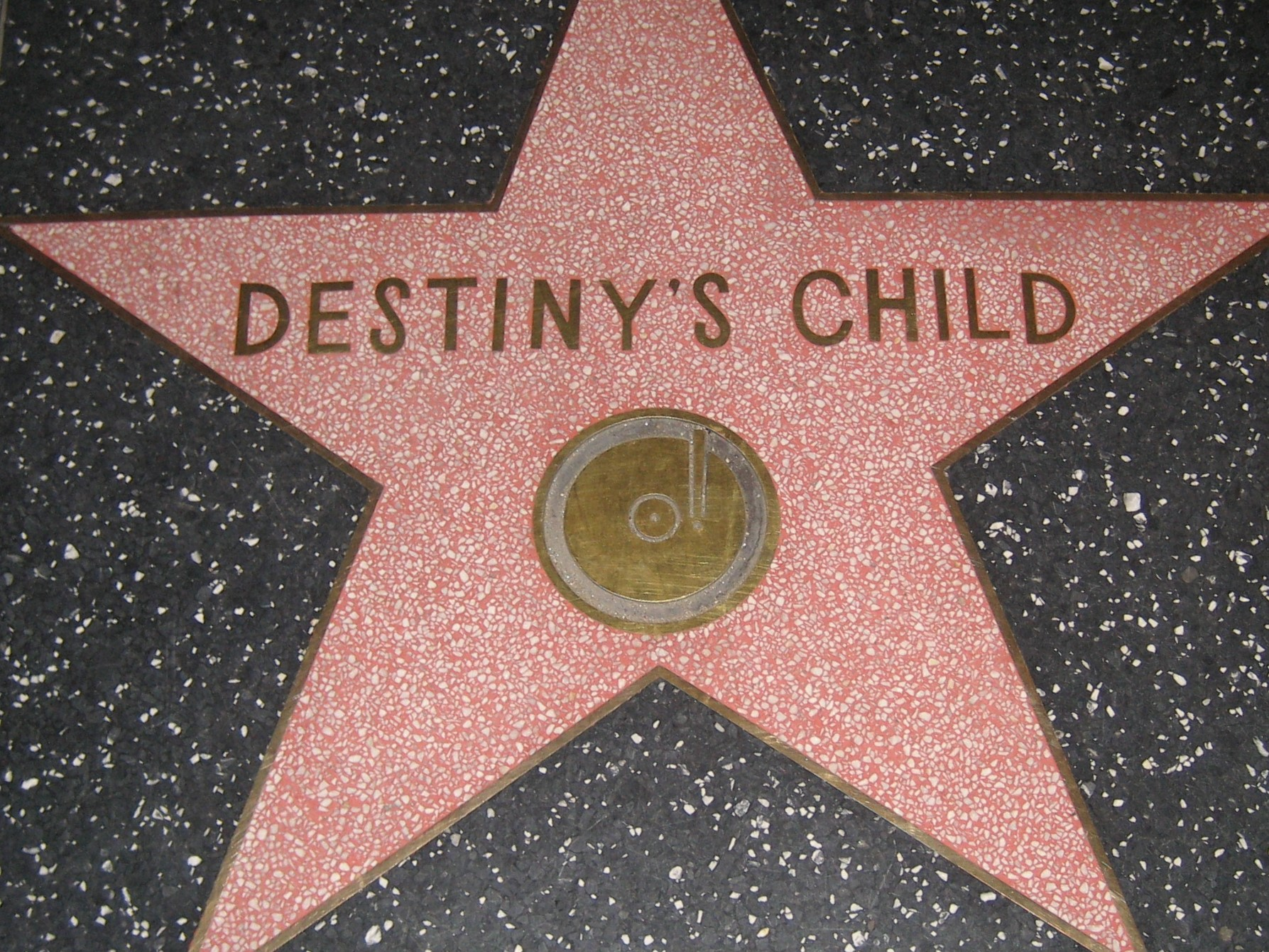
La stella delle Destiny's Child sulla Hollywood Walk of Fame.

Prendendo ispirazione da un passaggio del Libro di Isaia, lo zio e manager Mathew Knowles cambiò nome del gruppo nel 1993 in Destiny's Child; nel 1997 la band firmò un contratto discografico con la Columbia Records e debuttò nel panorama musicale con la canzone Killing Time, colonna sonora del film Men in Black. L'anno successivo le Destiny's Child pubblicano il loro album di debutto anticipato dalla hit No, No, No. L'album vende oltre 3 milioni di dischi nel mondo.
Nel 1999 viene pubblicato il secondo album della band, The Writing's on the Wall che grazie a singoli di successo come Bills, Bills, Bills, Bug a Boo, Say My Name (canzone vincitrice di due Grammy Award nel 2001) e Jumpin' Jumpin', vende più di 15 milioni di copie e permette al gruppo di raggiungere il successo a livello mondiale.The Writing's on The Wall è seguito dall'album di remix Single Remix Tracks.
Insieme al successo arrivano anche i problemi interni, infatti nel 2000 la Roberson e la Luckett lasciano la band e vengono sostituite da Michelle Williams e Farrah Franklin, sebbene quest'ultima abbandonó il gruppo cinque mesi dopo. Le due ex componenti accusarono il manager Knowles di non averle avvertite della decisione, entrando in causa con il gruppo.

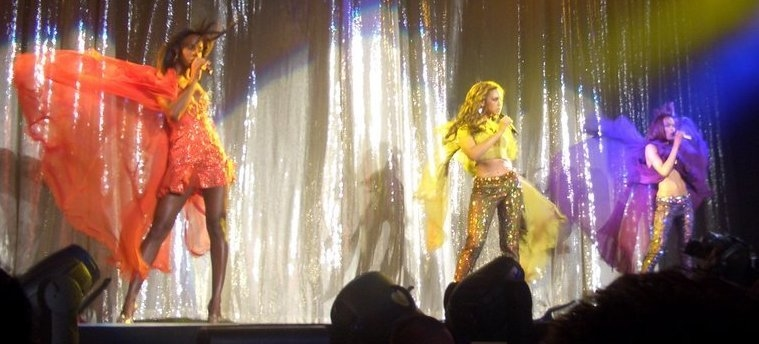
Destiny's Child World Tour

Nel 2000 le Destiny's Child, divenute un trio consolidato, registrano il singolo Independent Women Part I, inserito nella colonna sonora del film Charlie's Angels, con il quale ottengono un grande successo di vendite, eseguito dal vivo in occasione dei Grammy Awards.
Nel 2001 viene pubblicato il terzo album, Survivor, che debutta alla numero 1 della Billboard 200 e porta il gruppo all'apice del successo mondiale grazie alle oltre 12 milioni di copie vendute. Dall'album vengono estratti i singoli Survivor, Bootylicious, Emotion e Nasty Girl. Viene inoltre pubblicato l'ep Love:Destiny.
Il gruppo pubblica inoltre altri due album: la raccolta natalizia 8 Days of Christmas (2001) e l'album di remix This Is the Remix (2002), per un totale di altri 3 milioni di copie vendute.Le ragazze decidono così di prendersi una pausa dalla band per dedicarsi alle loro carriere soliste.
Nel 2004 torna con le Destiny's Child e insieme alle compagne Beyoncé Knowles e Michelle Williams pubblica il quarto e ultimo album del gruppo, Destiny Fulfilled, che vende 8 milioni di copie mondiali. Dall'album vengono pubblicate le hits Lose My Breath, Soldier, Girl e Cater 2 U. L'anno successivo annunciano il tour mondiale Destiny Fulfilled... and Lovin' It tra Giappone, Europa e Nord America. Al termine del tour viene annunciato lo scioglimento definitivo del gruppo e per l'occasione viene pubblicato il Greatest Hits celebrativo #1's dal quale viene estratto un solo singolo Stand Up for Love.

### 2002-2004: la carriera da solista eSimply Deep
Il 28 ottobre 2002 negli Stati Uniti e nel 2003 nel resto del mondo, pubblica il suo primo album da solista "Simply Deep". L'album riscontra un ottimo successo anche grazie alle hits Stole disco di platino in Australia, disco d'oro in Nuova Zelanda e disco d'argento in UK, e Dilemma in duetto con il rapper Nelly per la quale vince il suo primo Grammy Award da solista, oltre a numerosi altri premi e 16 certificazioni di vendita mondiali, con più di 7 600 000 copie vendute nel mondo.
Gli altri singoli estratti dall'album furono numero 5 britannica Can't Nobody, disco d'oro in Australia, e la mid-tempo numero 20 UK Train on a Track, utilizzata anche come colonna sonora per il film Main in Manhattan (Un amore a 5 stelle).
La versione franco-australiana dell'album contiene anche il singolo Une femme en Prison, in coppia con Stomy Bugsy. Per promuovere l'album, la Rowland inizia il Simply Deep Tour, al quale partecipa anche Solange Knowles come artista di supporto. Complessivamente l'album vende oltre 3 milioni di copie nel mondo, conquistando il disco di platino nel Regno Unito, ed il disco d'oro negli Stati Uniti, Australia, Canada, Nuova Zelanda, Irlanda, Hong Kong e Singapore.

### 2005-2009:Ms. Kelly, DVD ed EP

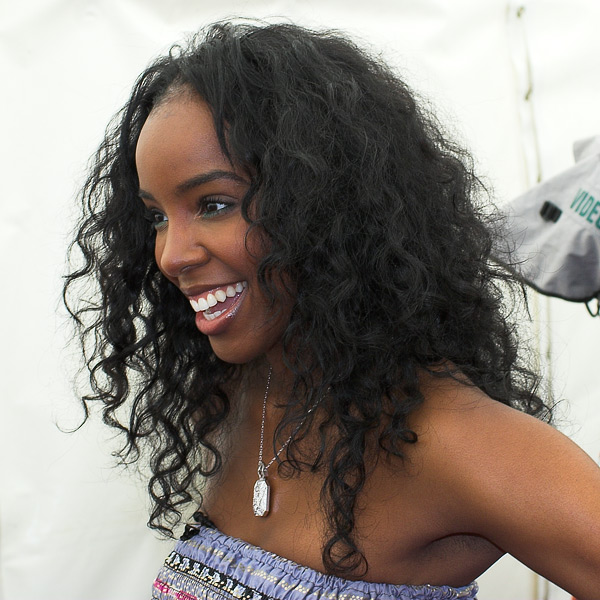
Kelly Rowland nel 2008

Terminata l'esperienza con le Destiny's Child, Kelly torna a concentrarsi sulla sua carriera solista, attraverso le soundtrack I'm Beginning, This Is How I feel e All That I'm Lookin For You ed il singoli internazionale Here We Go in coppia con Trina. Il singolo ottiene un disco d'oro negli Stati Uniti per le vendite superiori al mezzo milione di copie.
Successivamente la Rowland inizia la progettazione del secondo album solista, che viene pubblicato il 20 giugno 2007 con il titolo Ms. Kelly . L'album viene anticipato dalla canzone promozionale Gotsta Go e dal primo singolo Like This, che vede la collaborazione della rapper Eve. Like This ottiene un buon successo nelle classifiche internazionali. Conquista la top 30 negli USA, dove raggiunge anche la top-ten nella R&B chart, e diventa 1 nella dance chart. Nel Regno Unito ottiene la top-five nella classifica dei singoli più venduti.
Successivamente viene pubblicato per il mercato americano il singolo Ghetto in coppia con Snoop Dogg, che però raggiunge risultati molto deludenti, non raggiungendo nemmeno la top 100 nell'R&B chart.
Ms. Kelly inizialmente non ottiene riscontri positivi sotto l'aspetto commerciale, e per risollevare le sorti dell'album nel 2008 viene pubblicata una riedizione deluxe contenente lo studio ep Ms. Kelly: Diva Deluxe.
Come singolo apripista viene pubblicato il remix di Work che diviene subito una hit internazionale, anche grazie alla collaborazione di Freemasons. Work raggiunge la 1 nelle classifiche R&B britannica e tedesca, e nelle classifiche di vendita di Polonia e Bulgaria, divenendo una top-ten mondiale ed un considerevole successo di vendita, conquistando il disco di platino sia Australia che in Italia, ed il disco d'argento in UK. Pur non essendo uscito come singolo negli Stati Uniti, il brano raggiunge la European Chart di Billboard.
Successivamente viene pubblicato il secondo singolo Daylight in collaborazione con Travis McCoy dei Gym Class Heroes e che fa parte della colonna sonora del film Asterix alle Olimpiadi. Daylight ottiene la top 20 in UK e la 4 nella classifica dance USA.
Il brano Unity, pur non essendo un vero singolo, entra nella classifica canadese e viene pubblicato in rete un album ep di remix di alcuni suoi brani, dal titolo Ms. Kelly Digital Ep. Contemporaneamente esce il DVD BET Presents Kelly Rowland e dal Ms. Kelly Tour, che prevede esibizioni live all'interno di importanti festival musicali in tutto il mondo, nei quali la sua presenza rappresenta la parte centrale dei concerti.
L'album riesce a vendere più di 2 milioni di copie (escludendo i singoli), risultando un discreto successo commerciale della Rowland, e ottenendo buon successo di critica. Tuttavia fallisce la conquista di certificazioni internazionali come il suo predecessore, con la conseguente rottura tra l'artista e la casa discografica.
Tra il 2008 e il 2009 la Rowland si dedica ad alcune collaborazioni con altri artisti, come nelle cover live di Endless Love con Lionel Richie e di Part Time Lovers con i The Script.
Vengono poi pubblicate i singoli No Future In The Past con Nâdiya, e la hit Breathe Gentle con Tiziano Ferro, dove per la prima volta canta anche una strofa in italiano.

### 2009-2011: Nuovo management ed etichetta, compilation eHere I Am

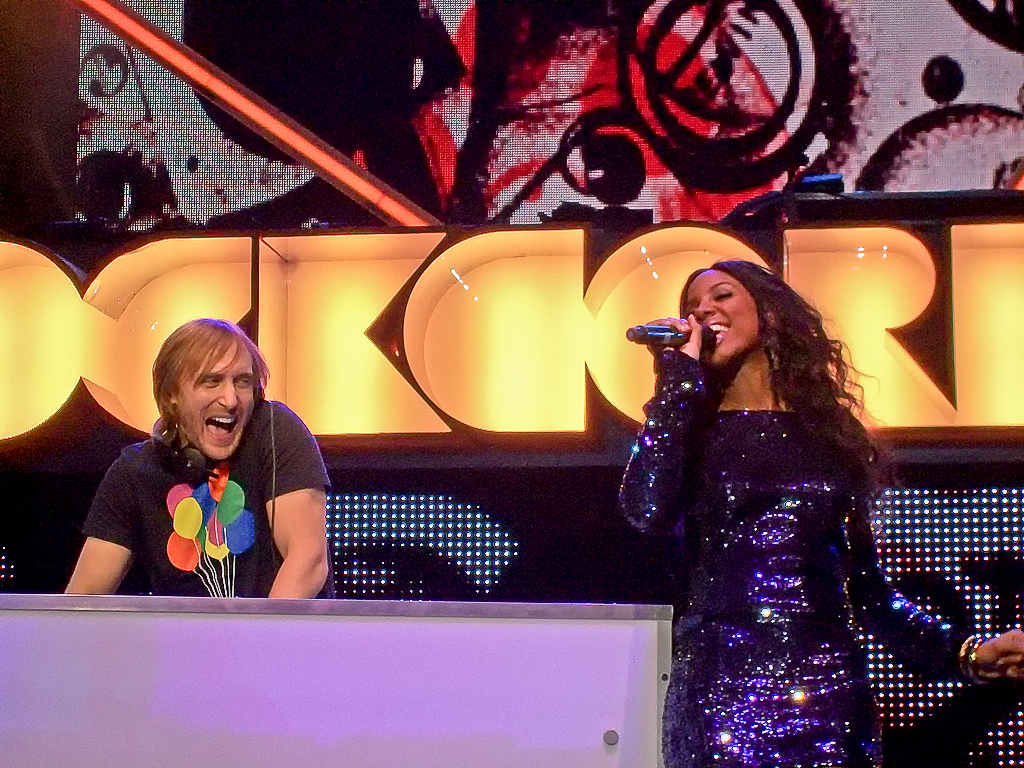
David Guetta e Kelly Rowland all'Orange Rockcorps, Londra

Nei primi mesi del 2009 Kelly Rowland dopo aver interrotto il rapporto lavorativo con il suo manager Mathew Knowles, padre di Beyoncé Knowles e Solange Knowles, a cui era legata dai tempi delle Destiny's Child, a causa di divergenze sulla gestione della promozione di Ms. Kelly, lascia anche la Columbia Records, etichetta discografica che aveva prodotto i suoi primi due album da solista e tutti gli album della band.
Successivamente inizia a lavorare al rilancio della sua carriera.
Il primo successo arriva con la hit dance When Love Takes Over del deejay francese David Guetta, nella quale la Rowland presta la sua voce, vendendo oltre 5,5 milioni di copie in tutto il mondo. La canzone diventa un successo mondiale, ottiene 14 certificazioni di vendita, e raggiunge la prima posizione in diversi paesi quali Regno Unito, Irlanda e Italia. Inoltre la cantante collabora ad altri due brani presenti in One Love, il quarto album di Guetta.
Il 31 gennaio 2010 Kelly Rowland contribuisce alla vittoria di un Grammy Awards nella categoria Best Remixed Recording, Non-Classical per When Love Takes Over ricevuto da Guetta in qualità di remixer.
Nell'autunno del 2009 Kelly Rowland sigla un contratto discografico con la Universal Motown e assume un nuovo manager, Jeff Rabham. Tra la fine del 2009 e i primi mesi del 2011 lavora alla registrazione del suo terzo album, a cui collaborano in veste di produttori David Guetta, Rico Love, Jim Jonsin, Bangladesh, Danja, Claude Kelly e molti altri.
Nonostante la preparazione dell'album, la Rowland continua ad essere impegnata su più fronti, infatti recita come protagonista nel video di Baby By Me del rapper 50 Cent e si esibisce in un tour in Australia, il Supafest Tour, insieme ad altri artisti di fama mondiale quali Ne-Yo, Pitbull, Akon, Eve e Jay Sean.

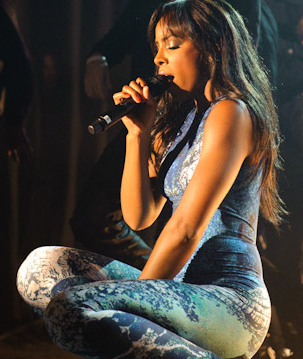
Kelly Rowland al WallMart Souldcheck nel 2010

Nel marzo 2010 partecipa al F**k I'm Famous Party organizzato a Miami da David Guetta in occasione del Winter Music Conference, nel quale si esibisce per la prima volta sulle note di Commander, singolo che diviene numero 1 dance negli Stati Uniti, top-ten nel Regno Unito e top 20 internazionale, nonché disco d'oro in Nuova Zelanda e disco d'argento in Gran Bretagna.
Commander è incluso nel terzo album, e When Love Takes Over viene inserito nella versione internazionale dell'LP.
Nello stesso periodo vengono pubblicata la collezione Simply Deep/Ms. Kelly Deluxe e la compilation Work: The Best of Kelly Rowland.
Nello stesso anno pubblica altri tre singoli, Grown Woman (destinata alle radio urban), Rose Colored Glasses (destinata alle radio pop) per il mercato americano e Forever and a Day per il mercato europeo. Anche questi ultimi due vengono inseriti nella tracklist della versione internazionale del terzo studio album.
Nell'estate 2010 registra il brano Everywhere You Go che viene inserito nella compilation dei Mondiali di calcio 2010 che si tengono in Sudafrica.
Nei primi mesi del 2011, oltre ad ultimare le registrazione del nuovo album, collabora con il cantante r&b Mario nel singolo Thinkin' About You, con il rapper britannico Tinie Tempah nella hit internazionale Invincible (come Commander disco d'oro in Nuova Zelanda, e d'argento nel Regno Unito), con il rapper statunitense Nelly nella canzone Gone, e con il deejay italiano Alex Gaudino nella hit dance What a Feeling, inserita nell'edizione internazionale dell'album in uscita. Esce inoltre la raccolta Playlist: The Very Best of Kelly Rowland che raccoglie alcune delle sue più grandi hits e altre canzone tratte dai suoi due album precedenti. Nel maggio 2011 diventa giudice per l'ottava edizione del talent show The X Factor UK.
Il 26 luglio 2011 viene pubblicato, solo negli Stati Uniti, Here I Am, il terzo lavoro da solista della cantante. Il disco viene anticipato dal singolo di lancio Motivation che vede la collaborazione del rapper statunitense Lil Wayne ed ottiene un ottimo successo commerciale negli Stati Uniti dove raggiunge la numero 1 della classifica r&b di Billboard e la diciassettesima posizione della classifica Billboard Hot 100, conquistando il doppio disco di platino per oltre due milioni di copie vendute. Altri singoli da Here I Am sono Lay It on Me, canzone che vede la collaborazione del rapper statunitense Big Sean e che diviene top 20 r&b britannica, Down for Whatever che si piazza alla posizione numero sei nel Regno Unito, e la ballata romantica Keep It Between Us, uscito in occasione di San Valentino, ed il cui video è stato girato a Parigi.
L'album nella sua versione domestica ed internazionale, vende oltre 300 000 copie negli Stati Uniti, e più di 1 milione nel mondo, venendo certificato disco d'argento nel Regno Unito. Durante questo periodo realizza inoltre altri singoli in collaborazione con altri artisti, che entrano con moderato successo nelle classifiche R&B statunitensi.

### 2012-2014: Collaborazioni musicali,Talk A Good Gamee il Super Bowl XLVII

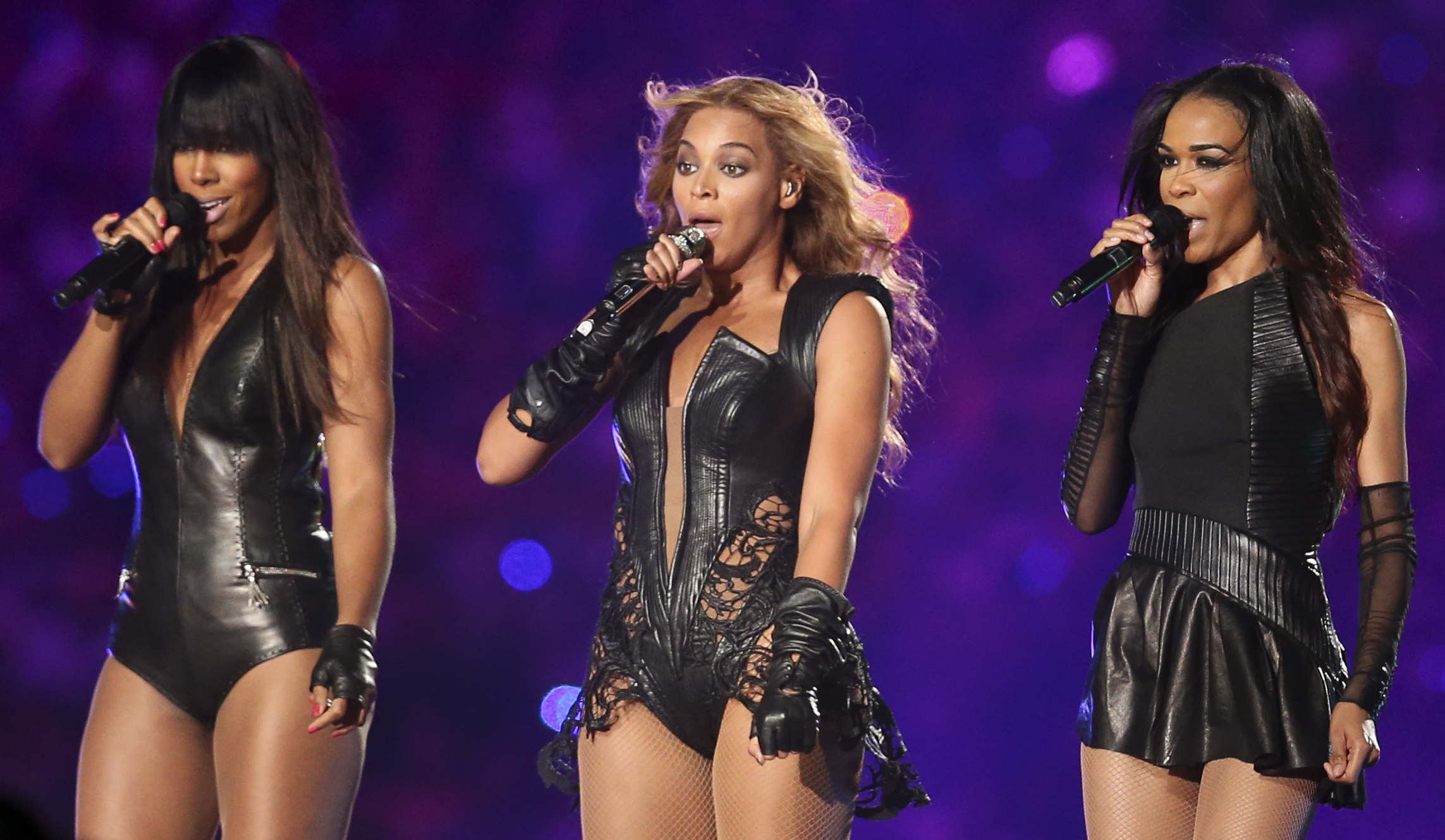
Kelly Rowland con Beyoncé e Michelle Williams durante il Super Bowl XLVII nel 2013

Rowland è alla lavorazione del suo quarto album in studio, anticipato dal singolo di lancio Ice, che vede nuovamente la collaborazione del rapper statunitense Lil Wayne. Il singolo ha raggiunto la posizione nº 24 nella Billboard R&B/Hip Hop Chart americana e la nº 88 nella Billboard Hot 100. In Corea del Sud, il singolo ha venduto in due settimane circa 137 000 copie, salendo alla posizione nº 25. Il video del singolo ha ottenuto 5 milioni di visualizzazioni in due settimane dalla pubblicazione. La cantante ha affermato che l'album ruota intorno ad un concept ben definito.
Numerose in questo periodo le collaborazioni musicali, come attrice nel video del brano Heart Attack di Trey Songz, e come cantante nei singoli How Deep is Your Love con Sean Paul, Summer Dreaming 2012, il brano Representing in coppia con il rapper Ludacris, entrato nella classifica "Hot 100" e top 30 nella classifica R&B, Mama Told Me di Big Boi, e Neva End (Remix) in coppia con il rapper Future, che ha ottenuto la top 30 nella classifica R&B americana.
Il 10 ottobre 2012 la cantante rivelò il titolo del nuovo album sul suo sito internet: "Year of the Woman". Nel mese di febbraio del 2012, venne pubblicato il singolo Kisses Down Low con chiaro riferimento nel titolo alla pratica del sesso orale, sul filone dei brani con tematiche sessuali, cominciato con Motivation e proseguito con Ice.
Nel 2013, durante lo show della pausa alla finale del Super Bowl XLVII, l'artista, insieme alla collega Michelle Williams, ha raggiunto sul palco Beyoncé, riformando di fatto il gruppo delle Destiny's Child, le quali si sono esibite su brani come Bootylicious, Independent Women ed il singolo di Beyoncé Single Ladies. Qualche giorno dopo, in occasione dei Grammy Awards, Kelly in un'intervista ha affermato la sua volontà di cambiare titolo all'album in Talk A Good Game.
Collabora, nello stesso anno, al brano di successo europeo One Life con Madcon, e l'album "Talk a Good Game" che diviene il suo terzo album consecutivo nella top-ten americana, riceve un ottimo successo di critica, così come i singoli Kisses Down Low e Dirty Laundry. II progetto vende complessivamente oltre un milione di copie negli Stati Uniti, tra album e i due singoli, e "Kisses Down Low" viene certificato disco d'oro dalla RIAA. Contemporaneamente è giudice nella terza edizione della versione americana del popolare talent show X Factor.

### 2015-2019: programmi televisivi, attrice e nuovi progetti musicali

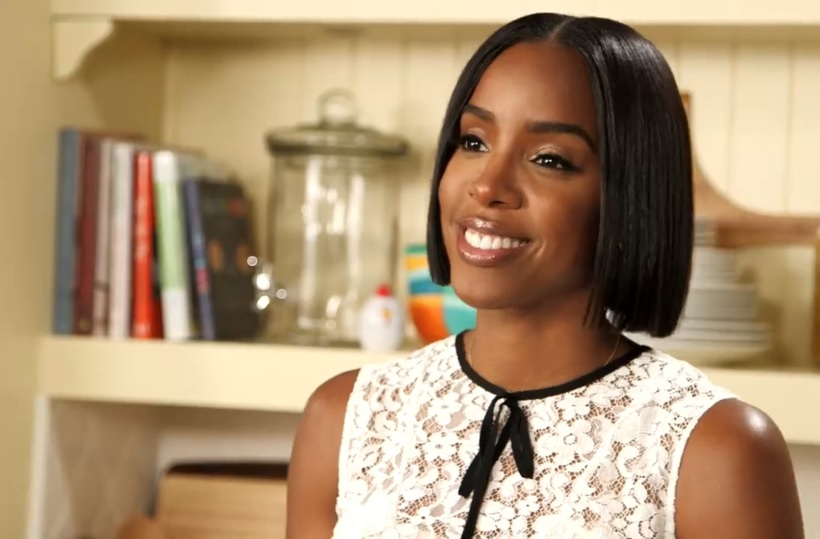
Kelly Rowland nel 2018

Nell'agosto 2015 collabora nella canzone "I Know What You Did Last Summer" con Jacob Whitesides e realizza un singolo "Dumb" che potrebbe far parte di un prossimo quinto album della cantante.
Entra nel cast della serie televisiva statunitense Empire per la quale canta la sigla " Mona Lisa" che viene compreso in un EP:Empire: Music from "Be True". Dopo la collaborazione nel brano per la First Lady Michelle Obama "This Is For My Girls", crea e conduce insieme a Frank Gatson Jr. (direttore e coreografo americano) il programma Chasing Destiny, che si prefligge di creare un nuovo girl-group, come le Destiny's Child.
Dal gennaio 2017 entra a far parte dei coach del programma The Voice Australia e recita nel film televisivo Love By the 10th Date. Pubblica inoltre il suo primo libro, Whoa, Baby!: A Guide for New Moms Who Feel Overwhelmed and Freaked Out (and Wonder What the #*$& Just Happened), sulla maternità.
Il 2 febbraio 2018 collabora con Missy Elliott al brano "Get It" di Busta Rhymes. Ad aprile dello stesso anno partecipa con Michelle Williams allo show tenuto da Beyoncé al Coachella Valley Music and Arts Festival riformando il trio delle Destiny's Child, performance adattata nel 2019 da Beyoncé come live album intitolato "Homecoming", in cui sia la Rowland che la Williams sono inserite. A luglio in un'intervista a Vogue Australia afferma di star lavorando al suo quinto album e di aver già del materiale pronto. Il 22 novembre 2018 pubblica il singolo Kelly, dopo cinque anni dall'ultimo album da solista.
Il 6 febbraio 2019 esce un secondo singolo intitolato Crown e Kelly collabora al singolo Girl Gang per l'album Beauty Marks di Ciara, in uscita il 10 maggio dello stesso anno. Dopo 8 giorni dall'uscita della collaborazione, viene distribuito sulle piattaforme di streaming The Kelly Rowland Edition, un EP composto da tre canzoni: Don't You Worry, Diamonds e See Me.
L'ente televisivo BET conferma la partecipazione della cantante alla serie biografica American Soul basata sulla vita di Don Cornelius prevista per il febbraio 2019, dove interpreta il ruolo di Gladys Knight. Nel cast K. Michelle, Gabrielle Dennis, Michelle Williams e Bobby Brown. Grazie a ciò ottiene il NAACP Image Award come Outstanding Guest Performance in a Comedy or Drama Serie. Recita inoltre nella nuova serie televisiva australiana L.A.'s Finest, nella serie di Robin Thede per HBO A Black Lady Sketch Show, e nel film natalizio previsto per il dicembre 2019, Merry Liddle Christmas, prodotto dalla stessa Rowland con suo marito per la rete televisiva Lifetime. Successivamente Rowland recita anche nel sequel di tale film TV, Merry Liddle Christmas Wedding, messo in onda nel 2020. Sempre nel dicembre 2019 viene scelta come giudice per Miss America 2020.

### 2020-presente:Ke progetti da attrice
Nel gennaio 2020 viene presentato al Sundance Film Festival il film di Justin Simien Bad Hair in cui Kelly Rowland recita nel ruolo di Sandra e prende parte vocalmente alla colonna sonora. Nello stesso periodo annuncia di essere in procinto di pubblicare un nuovo album a ben 7 anni da Talk A Good Game. La promozione del disco inizia con la pubblicazione del singolo Coffee, brano lanciato direttamente insieme al suo videoclip. Il 14 ottobre 2020 pubblica il singolo Crazy. Nel novembre 2020 pubblica il singolo Hitman, a cui fa seguito Black Magic nel febbraio 2021. Entrambi i singoli precedono l'EP K, in uscita il 19 febbraio.
Contemporaneamente Rowland fa un cameo nel film musicale Black Is King, co-diretto dalla cugina Beyoncé, ed è presente nel cast del film Bad Hair diretto da Justin Simien, per il quale interpreta anche alcuni brani della colonna sonora. Nel 2022 è co-presentatrice di Today with Hoda & Jenna per tre episodi, e recita nel film Netflix The Curse of Bridge Hollow diretto da Jeff Wadlow, e nel film di Paramount+ Fantasy Footballd diretto da Marsai Martin.
Nel febbraio 2024 recita nel ruolo di protagonista con nel film Netflix Mea Culpa di Tyler Perry.

## Vita privata
Kelly Rowland e il suo manager Tim Weatherspoon hanno iniziato a frequentarsi nel 2011 e annunciato il loro fidanzamento durante un'apparizione al Queen Latifah Show il 16 dicembre 2013. Si sono sposati in Costa Rica il 9 maggio 2014, con ospiti tra cui le cugine Beyoncé e Solange, oltre alla terza componente delle Destiny's Child, Michelle Williams. Il 4 novembre 2014, Rowland ha dato alla luce il figlio Titan Jewell Weatherspoon. Il mese successivo la madre di Rowland muore per un infarto all'età di 66 anni. Nel gennaio 2021 Rowland ha partorito il suo secondo figlio, Noah Jon Weatherspoon. Nel 2022 Rowland ha riallacciato i rapporti con il padre Christopher Lovett dopo trent'anni.

## Profilo vocale e stile musicale
Kelly Rowland ha un registro vocale di tipo spinto mezzo-soprano, con un'estensione di 3 ottave (C3-C6).
La sua voce, risuona forte in quel range, e attraverso una buona capacità tecnica ed una naturale inclinazione al vibrato sembra riuscire a coprire un'estensione ancora maggiore.
Rowland ha dichiarato di essersi sempre ispirata ad artisti come Whitney Houston, Patti LaBelle e di ammirare le performance di Janet Jackson. Per l'album Ms. Kelly ha rivelato di essersi in parte ispirata all'energia dell'amica Beyoncé.
Iniziò a cantare nel coro gospel della chiesa, per poi approdare sulla scena r&b insieme al gruppo e poi come solista.
La sua musica è influenzata anche dall'hip hop, dal pop, dal rock e dal soul.
Dal 2008 ha prodotto diversi singoli, collaborazioni ed un ep di remix di musica dance, con influenze europop e house.
Il successo internazionale ottenuto nelle classifiche dance e nei club, grazie alla sua presenza nell'album di David Guetta One Love, e a singoli come Work, When Love Takes Over, Commander, What a Feeling, Down for Whatever, ed i remix di Like This e Daylight ha fatto sì che la Rowland venga paragonata alla Donna Summer del decennio 2000-2010, avendo peraltro vinto un International Dance Music Awards.
Durante la sua carriera ha duettato con i più grandi nomi della scena hip hop e ha eseguito dal vivo insieme a voci apprezzate in tutto il mondo come Céline Dion, Lionel Richie, Stevie Wonder, Michael Bublé e Mary Wilson delle Supremes.
Ha inoltre tributato live Whitney Houston e Mariah Carey.
È stata onorata al Essences Black Women in Music nel 2012.

## Altre attività

### Modella e contratti pubblicitari
- Testimonial per Walmart (insieme alle Destiny's Child, 2005)
- Campana pubblicitaria per McDonald's (insieme alle Destiny's Child, 2005)
- Testimonial del profumo Empress[78] (2011)
- Testimonial e collaboratrice con una propria linea di orologi per TW Steel[79] (2012)
- Campagna pubblicitaria per Jaguar (2013)
- Testimonial del brand di cosmesi Caress (2013)
- Campagna pubblicitaria e testimonial per Mercedes-Benz[80][81](2014, 2019)
- Testimonial per Dreft[82] (2015)
- Testimonial per Seagram's Escapes[83] (2016)
- Testimonial e creatrice di una linea di occhiali con Smoke x Mirrors[84] (2018)
- Testimonial e deisgner di una linea d'abbigliamento sportivo con Fabletics[85] (2019-2020)
- Campagna pubblicitaria #MyHairMyCrown per Dove[49] (2019)
- Campagna pubblicitaria Happy Hearts per Cheerios[86] (2019)
- Campagna pubblicitaria per Oral-B[87] (2020)
- Testimonial e creatrice di una linea di scarpe con JustFab[88] (2020-presente)
- Testimonial #BlackMaternalHealth per BabyDove (2022)
- Testimonial Black Beauty is Beauty per Sephora (2022)[89]
- Testimonial #EmbreceYOU per Vaseline[90](2022)
- Testimonial per WaterWipes (2023)
- Campana pubblicitaria per Family Guard US (2023)
- Testimonial per Airborne (2023)[91]
- Testimonial per LEGO(2024)
- Campagna pubblicitaria per Pepsi-Cola (2024)[92]

## Filantropia
Kelly Rowland si è da sempre fatta carico di campagne di sensibilizzazione contro il virus dell'HIV ed è una delle celebrità che sostengono la comunità LGBT.
Dopo aver fondato la "Survivor Foundation" per aiutare materialmente le vittime dell'uragano Katrina, la cantante crea un'altra fondazione di beneficenza, coinvolgendo anche la famiglia della cugina Beyoncé.
Nasce così la "Rowland-Knowles Fondation", e la creazione di un centro per la gioventù.
Nel 2008 diviene Ambasciatore Staying Alive per la campagna anti-AIDS promossa da MTV, emittente musicale internazionale che la seguirà nei suoi viaggi in Tasmania, Kenya e Sudafrica, testimoniati da un diario di bordo filmato con lo scopo di sensibilizzare l'opinione pubblica al riguardo.
Nel 2016 partecipa alla realizzazione del singolo This is for my girls insieme a Missy Elliott, Kelly Clarkson, Zendaya, Janelle Monáe, Lea Michele e Chloe & Hallen. il singolo voluto dalla First Lady Michelle Obama per il progetto "Let's Girls Learn" che si pone l'obiettivo di sostenere l'educazione femminile nel mondo.
Dal 2017 insieme a Jessica Alba, Julie Bowen, Emma Green, Nicole Richie e Rachel Zoe entra a far parte del consiglio di amministrazione dell'associazione Baby2Baby, la quale si prefigge di fornire ai bambini che vivono in povertà, di età compresa tra 0-12 anni tutte le necessità di base nei rifugi per senzatetto, nei programmi di violenza domestica, negli orfanotrofi, negli ospedali e nelle scuole oltre a chi coloro che si trovano in condizioni di disagio.
La cantautrice è inoltre sostenitrice della comunità LGBT e del movimento Black Lives Matter.

## Discografia

### Da solista
- 2002 - Simply Deep
- 2007 - Ms. Kelly
- 2011 - Here I Am
- 2013 - Talk a Good Game

### Con le Destiny's Child
- 1998 – Destiny's Child
- 1999 – The Writing's on the Wall
- 2001 – Survivor
- 2001 – 8 Days of Christmas
- 2004 – Destiny Fulfilled

## Tournée
- 2003 - Simply Deeper Tour[101]
- 2007 - Ms. Kelly Tour[102]
- 2013 - Lights Out Tour[103]

### Di supporto
- 2010 - Supafest '10 (Australia)
- 2011 - F.A.M.E. Tour (Nord America)[104]
- 2012 - Supafest '12 (Australia)[105]
- 2017 - RNB Fridays Live (Australia)[106]
- 2023 - Fridays Live (Australia)[107]

## Premi e riconoscimenti

### Grammy Awards
Kelly Rowland ha vinto un Grammy Awards come solista su quattro nomination ricevute, a cui si vanno ad aggiungere i premi ricevuti con le Destiny's Child.
| Year | Grammy Category                           | Result          |
| ---- | ----------------------------------------- | --------------- |
| 2003 | Record of the yearfor Dilemma             | Candidato/a     |
| 2003 | Best Rap collaborationfor Dilemma         | Vincitore/trice |
| 2010 | Best dance recordfor When Love Takes Over | Candidato/a     |
| 2012 | Best Rap collaborationfor Motivation      | Candidato/a     |

### Altri premi musicali
Rowland ha inoltre vinto due Billboard Music Awards, ricevuto una Hollywood Walk of Fame insieme alle altre due componenti del trio, e ottenuto due premi alla carriera
| Year | Award                              | Category | Result          |
| ---- | ---------------------------------- | --- | --------------- |
| 2002 | MTV Video Music Awards             | Best R&B Video for Dilemma                                                                                        | Candidato/a     |
| 2003 | Billboard R&B/Hip Hop Music Awards | Rap song of the year for Dilemma                                                                                  | Vincitore/trice |
| 2003 | BET Awards                         | Best Collaboration"Dilemma" (with Nelly)                                                                          | Candidato/a     |
| 2003 | Capital FM Awards                  | Favourite Londeners International Song for Dilemma                                                                | Vincitore/trice |
| 2003 | Teen Choice Awards                 | Favourite Hip-Hop/R&B Artist                                                                                      | Candidato/a     |
| 2003 | TMF Awards Holland'                | Best International Video for Dilemma                                                                              | Vincitore/trice |
| 2003 | TMF Awards Holland'                | Best International R&B Artist                                                                                     | Vincitore/trice |
| 2003 | MOBO Awards                        | Best R&B Act | Candidato/a     |
| 2003 | MOBO Awards                        | Best Single for "Dilemma" (with Nelly)                                                                            | Candidato/a     |
| 2009 | ASCAP Awards                       | Women Behind the Music Awards                                                                                     | Vincitore/trice |
| 2009 | MTV Europe Music Awards            | Best Song for When Love Takes Over                                                                                | Candidato/a     |
| 2010 | Danish DeeJay Awards               | Best International Club Song for When Love Takes Over                                                             | Candidato/a     |
| 2010 | Danish DeeJay Awards               | Favourite Deejay Song for When Love Takes Over                                                                    | Vincitore/trice |
| 2010 | International Dance Music Awards   | Best House-Garage Song forWhen Love Takes Over                                                                    | Candidato/a     |
| 2010 | International Dance Music Awards   | Best Music Video forWhen Love Takes Over                                                                          | Candidato/a     |
| 2010 | International Dance Music Awards   | Best Pop-Dance Song forWhen Love Takes Over                                                                       | Vincitore/trice |
| 2010 | International Dance Music Awards   | Best R&B/Urna-Dance Song for Commander                                                                            | Candidato/a     |
| 2010 | MTV Latin America                  | Best Performance for Los Premios 2009                                                                             | Candidato/a     |
| 2010 | MTV Video Music Awards Japan       | Best Dance Video forWhen Love Takes Over                                                                          | Candidato/a     |
| 2010 | NRJ Music Awards                   | Record of the Year forWhen Love Takes Over                                                                        | Candidato/a     |
| 2010 | World Music Awards                 | Best World Song forWhen Love Takes Over                                                                           | Candidato/a     |
| 2011 | American Music Award               | Best R&B/Soul Artist                                                                                              | Candidato/a     |
| 2011 | Soul Train Awards                  | Best Dance Performance forMotivation                                                                              | Candidato/a     |
| 2011 | Soul Train Awards                  | Song of the Year forMotivation                                                                                    | Vincitore/trice |
| 2011 | Soul Train Awards                  | Best R&B/Soul Artist                                                                                              | Candidato/a     |
| 2012 | Billboard Music Awards             | Best R&B Song for Motivation                                                                                      | Vincitore/trice |
| 2012 | Essence Black Woman in Music       | Career Awards | Vincitore/trice |
| 2013 | Soul Train Awards                  | Best Female R&B/Soul Artist                                                                                       | Candidato/a     |
| 2014 | Touch Music Awards                 | Song of the year for Say Yes (with Michelle Williams and Beyoncé)                                                 | Vincitore/trice |
| 2014 | MTV Video Music Awards             | Best Video with a Social Message for Dirty Laundry                                                                | Candidato/a     |
| 2014 | Soul Train Awards                  | Best Gospel/Inspirational Song for "Say Yes"(with Michelle Williams and Beyoncé)                                  | Candidato/a     |
| 2014 | World Music Awards                 | World's Best Song forOne Life" (with Madcon)                                                                      | Candidato/a     |
| 2014 | World Music Awards                 | World's Best Video for One Life" (with Madcon)                                                                    | Candidato/a     |
| 2014 | World Music Awards                 | World's Best Album for Talk a Good Game                                                                           | Candidato/a     |
| 2014 | World Music Awards                 | World's Best Female Artist                                                                                        | Candidato/a     |
| 2014 | World Music Awards                 | World's Best Live Act                                                                                             | Candidato/a     |
| 2014 | World Music Awards                 | World's Best Entertainer of the Year                                                                              | Candidato/a     |
| 2015 | Stellar Awards                     | Song of the Year for "Say Yes"(with Michelle Williams and Beyoncé)                                                | Candidato/a     |
| 2015 | Stellar Awards                     | Urban/Inspirational/Instrumental Single/Performance of the Year for "Say Yes"(with Michelle Williams and Beyoncé) | Candidato/a     |
| 2015 | Stellar Awards                     | Music Video of the Year for "Say Yes"(with Michelle Williams and Beyoncé)                                         | Vincitore/trice |

### Altre premiazioni
- Complex Magazine
  - 2012 Vinto - Sessantunesima tra le cento cantanti donne più sexy al mondo
- Cosmopolitan Ultimate Women of the Year Awards[109]
  - 2011: Vinto - Emergente personaggio televisivo (per il suo ruolo da giudice e mentore a X Factor (UK))
- Glamour Magazine
  - 2012: Vinto - Quattordicesima tra le cinquanta donne meglio vestite al mondo
- Glamour Women of the Year Awards[110]
  - 2012: Vinto - Personaggio televisivo dell'anno (per il suo ruolo da giudice e mentore a X Factor (UK))
- People Magazine
  - 2013: Vinto - Settima nella lista delle persone più belle del mondo

## Filmografia

### Cinema
- Freddy vs. Jason, regia di Ronny Yu (2003)
- The Seat Filler, regia di Nick Castle (2005)
- Think Like a Man, regia di Tim Story (2012)
- Bad Hair, regia di Justin Simien (2020)
- Black Is King, regia di Beyoncé (2020) - cameo
- La maledizione di Bridge Hollow (The Curse of Bridge Hollow), regia di Jeff Wadlow (2022)
- Fantasy Footballd, regia di Marsai Martin (2022)
- Mea Culpa, regia di Tyler Perry (2024)

### Televisione
- Un genio in famiglia (Smart Guy) – serie TV, episodio 3x10 (1998)
- Taina – serie TV, episodio 2x11 (2002)
- Casa Hughley (The Hughleys) – serie TV, episodi 4x14–4x18–4x22 (2002)
- Eve – serie TV, episodio 1x11 (2003)
- American Dreams – serie TV, episodi 1x25–2x30 (2003)
- Girlfriends – serie TV, episodi 6x15–6x17–6x20 (2006)
- The X Factor (Regno Unito) - programma televisivo, coach (2011)
- Everybody Dance Now (Australia) - programma televisivo, coach (2012)
- The X Factor (Stati Uniti d'America) - programma televisivo,coach (2013)
- Empire – serie TV, 6 episodi (2015)
- Being Mary Jane – serie TV, episodio 3x06 (2015)
- Chasing Destiny - programma televisivo, giudice (2016)
- The Voice (Australia) - programma televisivo, coach (dal 2017)
- American Soul - serie TV (2019)
- L.A.'s Finest - serie TV, episodio 1x03 (2019)
- A Black Lady Sketch Show - serie TV, episodio 1x01 (2019)
- Miss America - concorso di bellezza e programma televisivo, giudice (2019)
- Merry Liddle Christmas - film TV[111] (2019)
- Merry liddle Christmas Wedding - film TV[111] (2021)
- Today with Hoda & Jenna - talk show, 3 episodi, co-presentatrice[64] (2022)

### Documentari
- Homecoming, regia di Beyoncé (2019)